# Torralba de Aragón
Torralba de Aragón (aragónul Torralba d'Aragón) község Spanyolországban, Huesca tartományban. Torralba de Aragón Tardienta, Barbués, Torres de Barbués, Almuniente, Senés de Alcubierre, Robres és Leciñena községekkel határos. Lakosainak száma 107 fő (2024).

## Népesség
A település népessége az utóbbi években az alábbiak szerint változott:
| Lakosok száma | 122  | 115  | 118  | 113  | 110  | 113  | 114  | 101  | 105  | 107  |
|               | 2001 | 2004 | 2007 | 2009 | 2012 | 2014 | 2017 | 2019 | 2022 | 2024 |